# Pamager Sari
Pamager Sari is een bestuurslaag in het regentschap Bogor van de provincie West-Java, Indonesië. Pamager Sari telt 12.790 inwoners (volkstelling 2010).